# Mozzarella di Gioia del Colle
La mozzarella di Gioia del Colle est l'appellation d'origine protégée d'un fromage à pâte filée élaboré dans les Pouilles à partir de lait de vache. Depuis le 9 décembre 2020, l'appellation de cette mozzarella est commercialement préservée dans l'Union européenne par le label officiel AOP (en italien DOP).

## Histoire
Il existe une tradition ancienne, transmise de génération en génération, de fabrication d'un fromage à pâte filée profondément ancrée dans les Pouilles.  Elle s'est développée à Gioia del Colle à la fin du XIXe siècle lorsque la race bovine Podolica a été remplacé par la race Brune plus qualitative et plus productive.
La mozzarella a connu un succès commercial grandissant à la fin du XXe siècle avec l'adoption de la pizza Margherita et de salade tomates mozzarella par les consommateurs du monde entier, ce qui a entraîné la fabrication à grande échelle de ce fromage, principalement par des industriels bavarois. Devant la multiplication des copies de leur fromage, les producteurs de sa région d'origine ont sollicité, à l'instar de leur confrères de Campanie qui avaient obtenu cette garantie pour leur Mozzarella di bufala campana, l'appellation d'origine protégée et déposé leur demande en août 2017. Ils se sont heurtés à l'opposition de ces derniers, qui ont été déboutés par le ministère italien des politiques agricoles en  octobre 2019
. Les apuliens ont pu alors déposer dans la foulée leur dossier devant la Commission européenne. Ils se sont alors heurtés à l'opposition de l'Allemagne qui a formé en décembre 2019 devant la Commission un recours transmis à l'Italie en janvier 2020. Après examen de ce recours, l'appellation d'origine protégée Mozzarella di Gioia del Colle a finalement été accordée le 9 décembre 2020.

## Élaboration du fromage
Le lait est utilisé cru et entier et doit provenir de vaches des races Brune, Frisonne, Pie rouge ou Jersey mises en pâture pendant au moins 150 jours. Les conservateurs et adjuvants sont proscrits. Le lait est chauffé pendant au moins deux heures à une température comprise entre 34°C à 36°C après ajout de présure de veau pour provoquer la coagulation. Le caillé est cassé jusqu'à obtenir des morceaux de la taille d'une noisette. Le caillé maturé est haché et placé dans des récipients adaptés pour être filé. L'essorage est effectué avec de l'eau salée porté à la température de 85 °C. Après le modelage, le produit doit être placé dans de l'eau froide pour être raffermi.
Trois formes de présentation sont possibles, la sphère, le nœud ou la tresse, avec un poids compris entre 50 et 1 000 grammes.

## Zone de production
La zone de production et de transformation du lait se situe presque entièrement dans les Pouilles (avec un appendice dans la Basilicate), sur le plateau des Murge. Elle comprend les communes suivantes :
- dans la cité métropolitaine de Bari : les communes de Acquaviva delle Fonti, Alberobello, Altamura, Casamassima, Cassano delle Murge, Castellana Grotte, Conversano, Gioia del Colle, Gravina in Puglia, Locorotondo, Monopoli, Noci, Putignano, Sammichele di Bari, Santeramo in Colle et Turi;
- dans la province de Tarente, les communes de Castellaneta, Crispiano, Laterza, Martina Franca, Massafra e Mottola;
- dans la province de Matera (Basilicate), une portion du territoire de Matera délimitée par les routes nationales 7 et 99.